# Ormyrus discolor
Ormyrus discolor is een vliesvleugelig insect uit de familie Ormyridae. De wetenschappelijke naam is voor het eerst geldig gepubliceerd in 2005 door Zerova.